# Jamki (wąwóz)

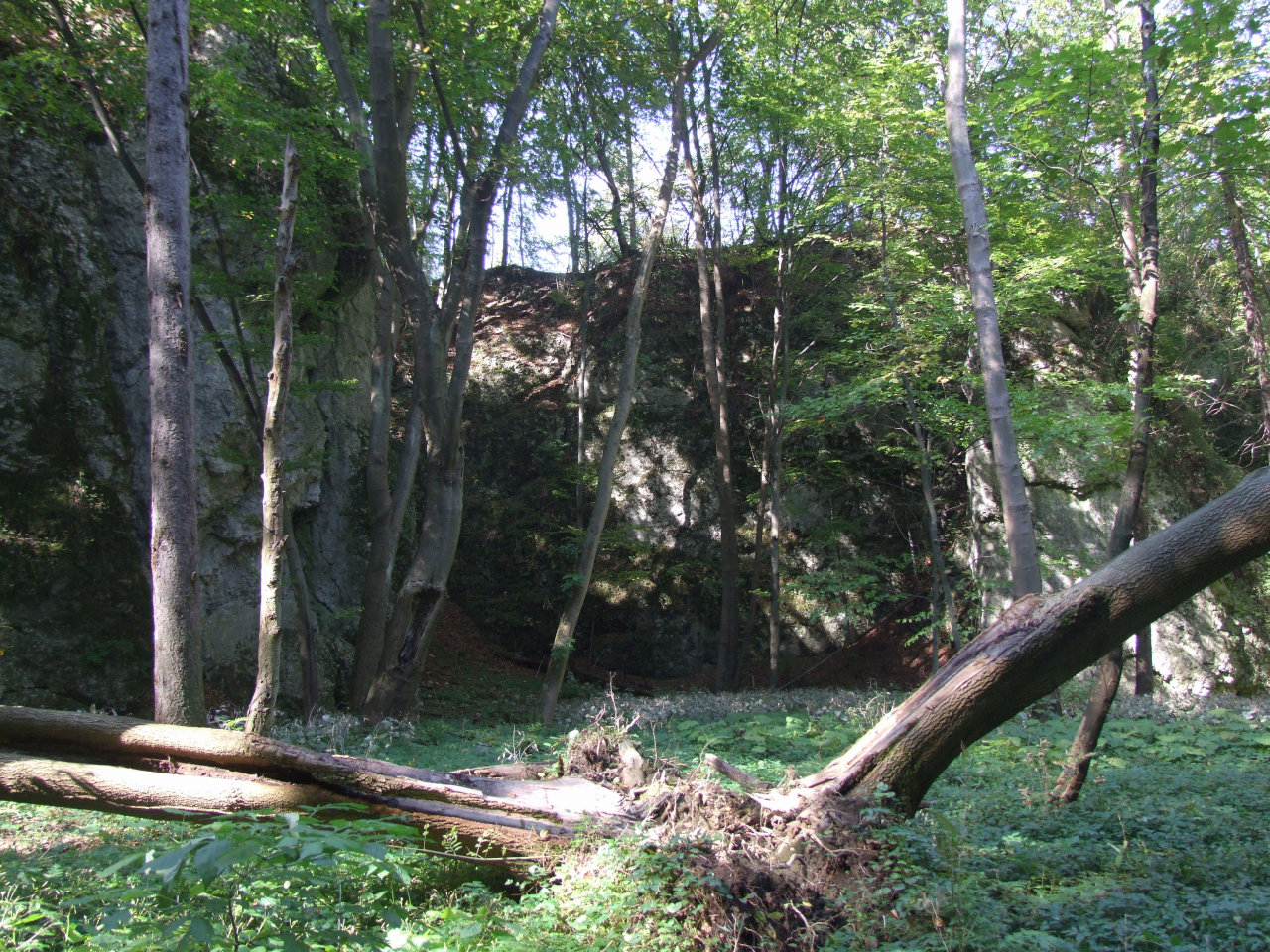
Wylot wąwozu Jamki (Skały Malesowe)

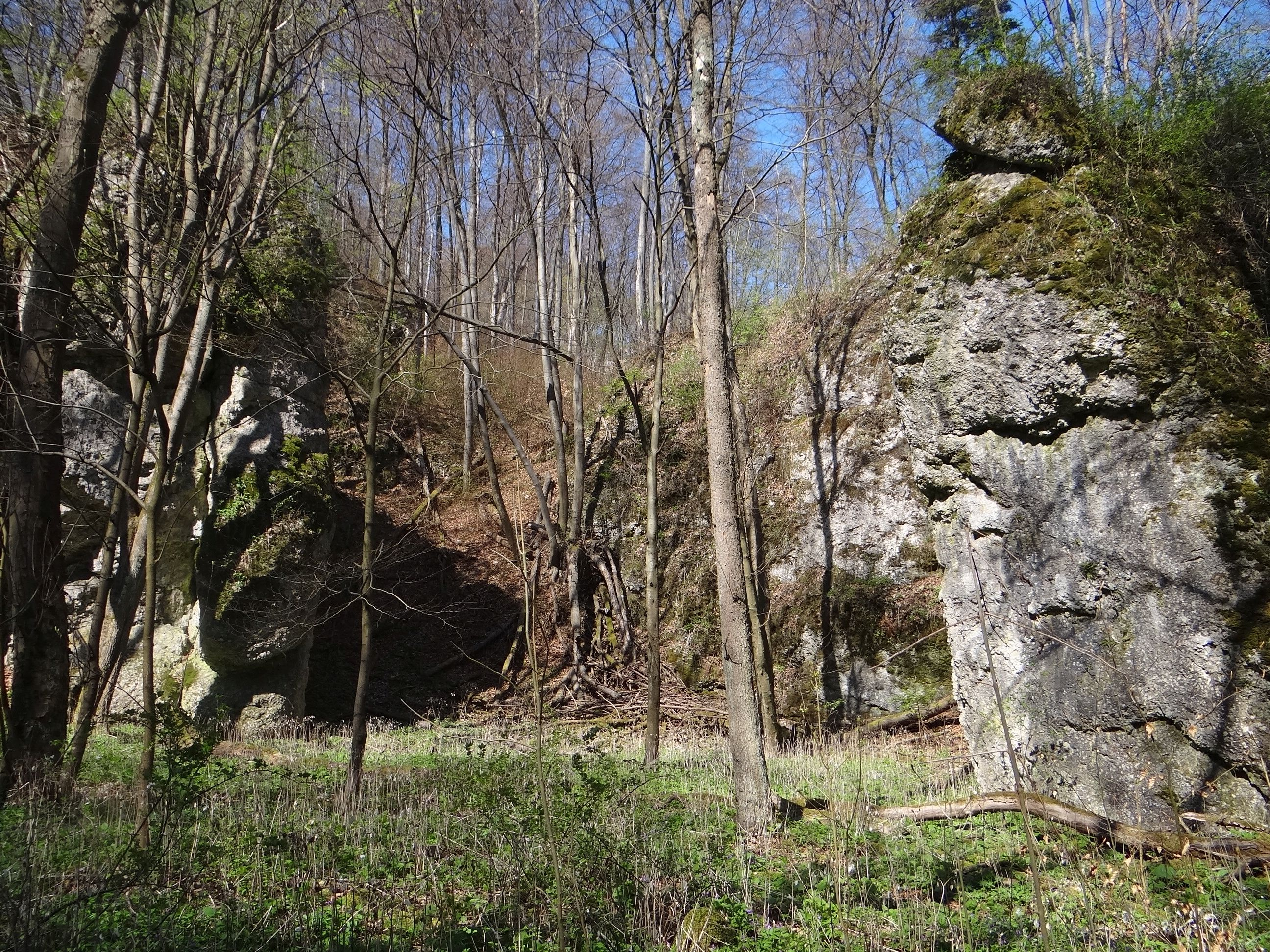
Wąwóz Jamki

Jamki – wąwóz w Ojcowskim Parku Narodowym (OPN). Jest bocznym, orograficznie prawym odgałęzieniem Doliny Sąspowskiej, do której uchodzi nieco powyżej Źródła Harcerza znajdującego się przy szlaku turystycznym przez Dolinę Sąspowską. Wylot wąwozu zamknięty bramą skalną zwaną Bramą Jamki. Orograficznie lewe obramowanie tworzą Garncarskie Skały, prawe Skały Malesowe. Przed bramą skalną jest duży stożek napływowy utworzony z materiału nanoszonego przez wodę płynącą wąwozem po większych opadach deszczu. Stożek ten spycha płynącą dnem Doliny Sąspówki Sąspówkę przeciwległemu zboczu doliny.
Jest to dzikie uroczysko o dnie z progami, zawalonym różnej wielkości głazami. Zbudowany ze skał wapiennych wąwóz powstał w wyniku działalności wód, jest jednak suchy, woda bowiem wskutek procesów krasowych spływa do Sąspówki podziemnymi szczelinami. Zatarasowany jest powalonymi drzewami i porośnięty bujną roślinnością. Występuje tu ciekawa fauna i flora. W dolnej części wąwozu znajdują się dobrze zachowane płaty buczyny karpackiej. W skałach wąwozu jest najliczniejsze na całym terenie OPN skupisko dużych jaskiń i schronisk. Miejscowa ludność nazywała je jamami i stąd pochodzi nazwa wąwozu. Są to m.in.: Jama Ani, Jaskinia Sąspowska, Jaskinia Zbójecka, Jaskinia Biała, Jaskinia Krakowska, Jaskinia Lisia, Jaskinia Złodziejska, Pustelnia.
Na początku XX w. w wąwozie Jamki biegła droga gruntowa łącząca Ojców z Jerzmanowicami. Najprawdopodobniej w okresie I Wojny Światowej (1914-1918) wyłożono ją częściowo drewnianymi balami (podobnie jak pobliską Drewnianą Drogę z Ojcowa do Skały). W okresie międzywojennym w wąwozie Jamki planowano budowę drogi asfaltowej z Ojcowa do Krakowa. Jednak dzięki staraniom prof. Władysława Szafera udało się zmienić te plany i drogę poprowadzono w latach 1927–1928 tzw. serpentynami. Po powstaniu Ojcowskiego Parku Narodowego w 1956 r. w wąwozie wyznaczono szlak turystyczny. Po uznaniu wąwozu Jamki za obszar ochrony ścisłej w 1984 r. zamknięto szlak dla turystów. Wejście do wąwozu było możliwe jedynie po uzyskaniu zgody dyrekcji OPN. Na początku XXI w. OPN fizycznie zamknął wejście na ścieżkę w wąwozie Jamki m.in. od strony Doliny Sąspowskiej. W efekcie w kolejnych latach istniejąca wówczas jeszcze ścieżka została w naturalny sposób zlikwidowana przez przyrodę.
Wąwóz Jamki ma dwa odgałęzienia: Pradła i Dzikowiec. Po połączeniu z wąwozem Skałbania tworzą Wąwóz za Krakowską Bramą. W górnej części wąwóz Jamki ulega znacznemu spłyceniu i wychodzi na wierzchowinę Wyżyny Ojcowskiej w lesie przy drodze krajowej nr 94 w Jerzmanowicach.